# شهرستان حاجی‌قبول
حاجی‌قبول (به لاتین: Hacıqabul) نام بخشی در شرق جمهوری آذربایجان است. این بخش ۱۶۴۱ کیلومتر مربع وسعت و جمعیتی بالغ بر ۵۹۰۰۰ نفر دارد.

## آب و هوا
آب و هوای شهرستان حاجی‌قبول خشک و گرم و به مانند نواحی نیمه بیابانی است. در اینجا، دمای تابستان اغلب از ۴۰+ درجه سانتی گراد می‌گذرد، در حالی که آب و هوای آن در زمستان‌ها معتدل است و دمای آن عمدتاً میان ۶+ تا ۱۲+ درجه سانتی‌گراد است. بارش‌های باران عمدتاً در فصل‌های بهار و پاییز است.  میانگین بارندگی سالانه این شهرستان ۲۵۰ تا ۳۷۰ میلی‌متر است.

## نگارخانه

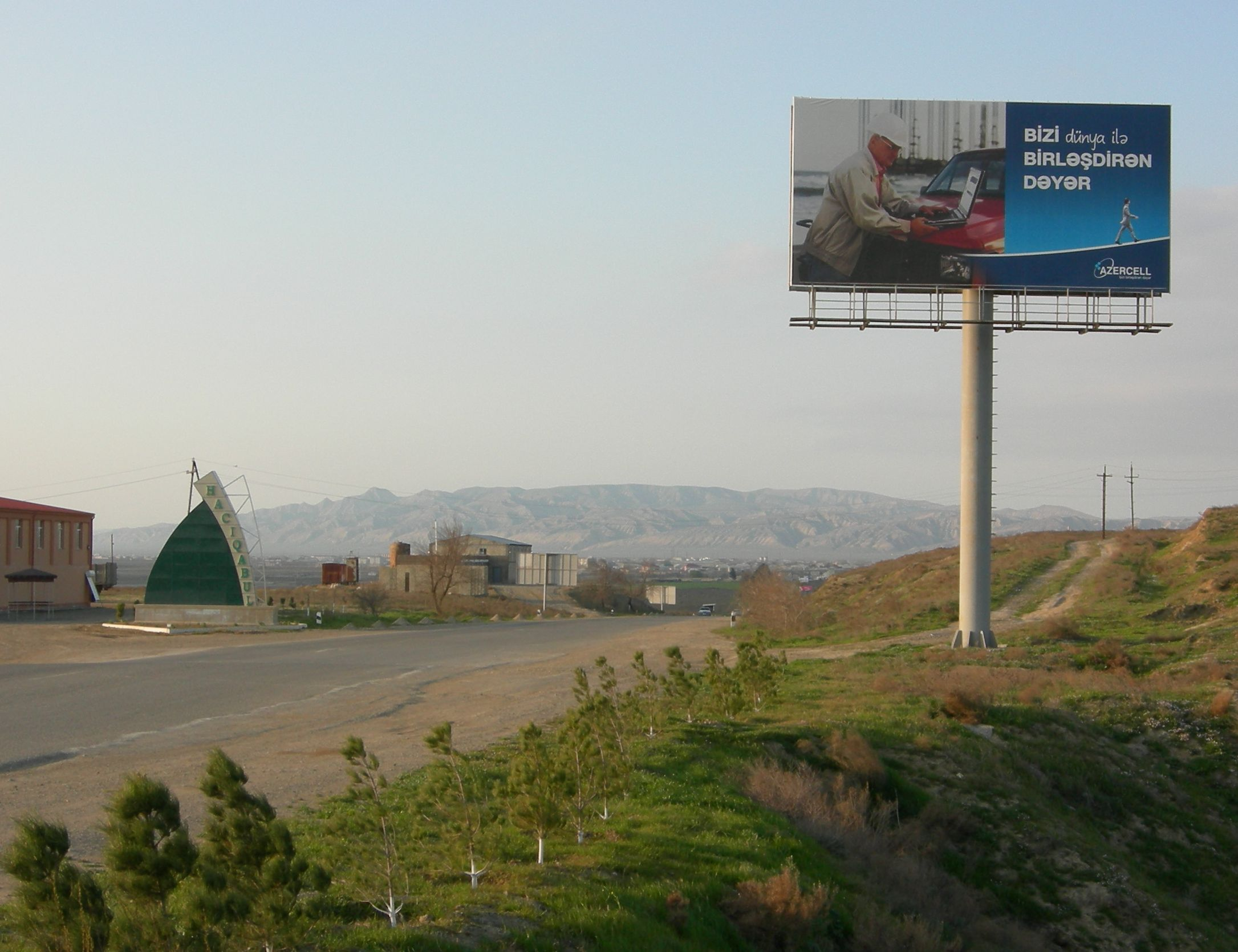
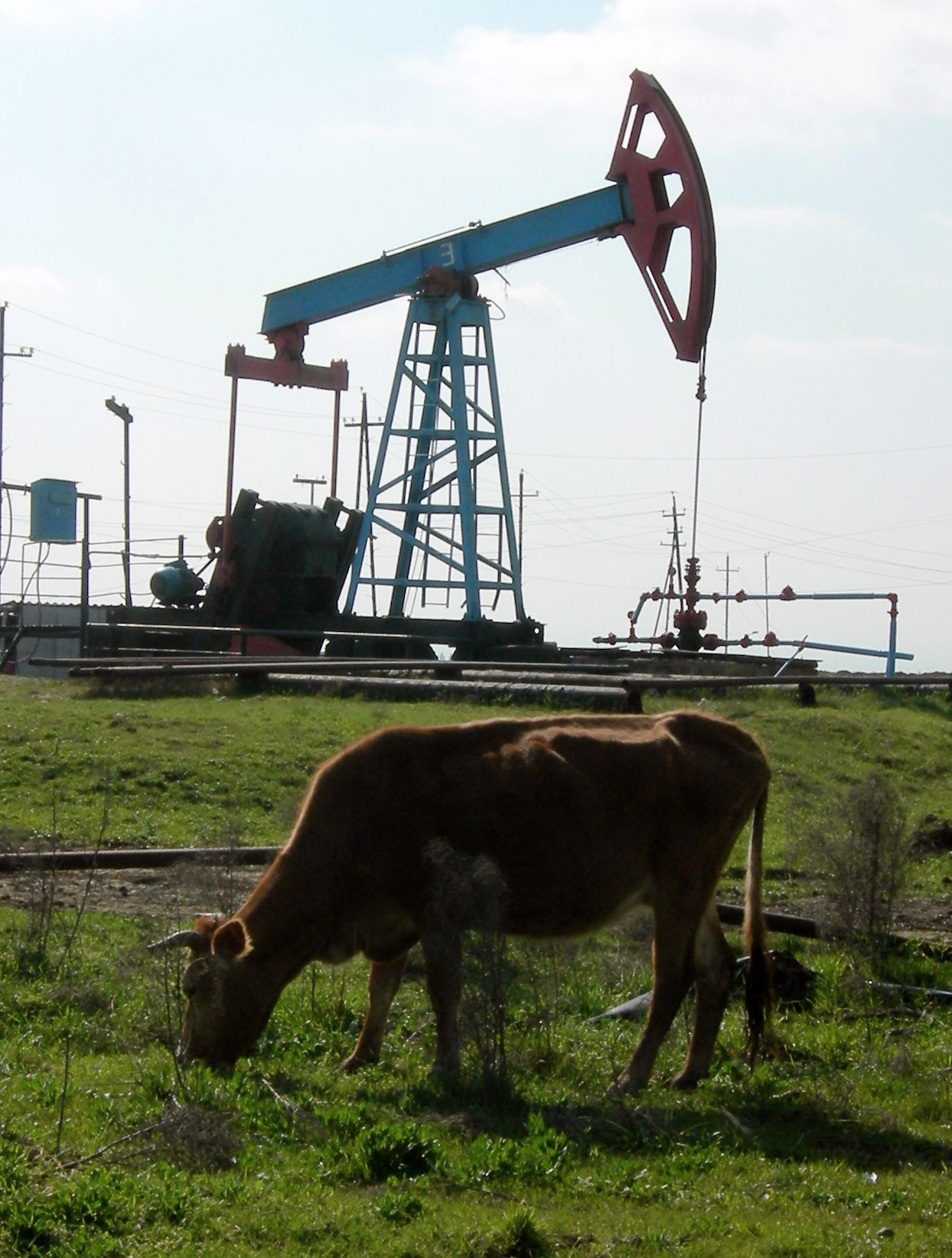